# منطقه آبائو
منطقه آبائو یکی از منطقه های استان مرکزی واقع در کشور پاپوآ گینه نو می باشد. مرکز این منطقه آبائو است. این منطقه خود از ۳ فرمانداری محلی تشکیل می گردد که هر فرمانداری به منظور سهولت در امر آمارگیری خود به چند بخش تقسیم می شود.

## تقسیمات
این منطقه دارای ۳ فرمانداری محلی است که اسامی آن ها به شرح زیر است:
- فرمانداری محلی روستایی خلیج آمازون
- فرمانداری محلی روستایی آروما
- فرمانداری محلی روستایی خلیج ابرآلود